# Școala de la Fontainebleau
Școala de la Fontainebleau (franceză Ecole de Fontainebleau) se referă la două perioade din creația artistică desfășurată în Franța în timpul Renașterii târzii, grupată în jurul domeniului regal pe care se afla castelul Fontainebleau. 
Prima Școală de la Fontainebleau (din 1531): 
- Rosso Fiorentino (Giovanni Battista di Jacopo de' Rossi) (1494 - 1540) (Italian)
- Francesco Primaticcio (c. 1505 - 1570) (Italian)
- Niccolò dell'Abbate (c.1509 - 1571) (Italian)
- Juste de Juste (c. 1505 - 1559) (sculptor și desenator franco-italian)

A doua Școală de la Fontainebleau (din 1594):
- Ambroise Dubois (c. 1542 – 1614) (flamand de origine)
- Toussaint Dubreuil (c. 1561 – 1602)
- Martin Fréminet (1567 – 1619)

În  1531, artistul florentin Rosso Fiorentino, după ce își pierduse cea mai mare parte a bunurilor în Sacco di Roma din 1527, a fost invitat de regele Francisc I în Franța să  înceapă realizarea unui larg program decorativ  pentru castelul Fontainebleu. În 1532 i s-a alăturat un alt artist italian, Francesco Primaticcio ( din Bologna). Rosso a murit în Franța în 1540. La sugestia lui Primaticcio,  fiul lui Francisc I, Henric al II-lea,  l-a invitat în Franța, în 1552, pe Niccolò dell'Abbate (din Modena). Binecunoscuți pentru realizările lor de la Fontainebleu, acești artiști au fost însărcinați să execute și alte opere pentru diferite familii aristocrate ale vremii, bucurându-se de o profundă apreciere și de o plată pe măsură.  

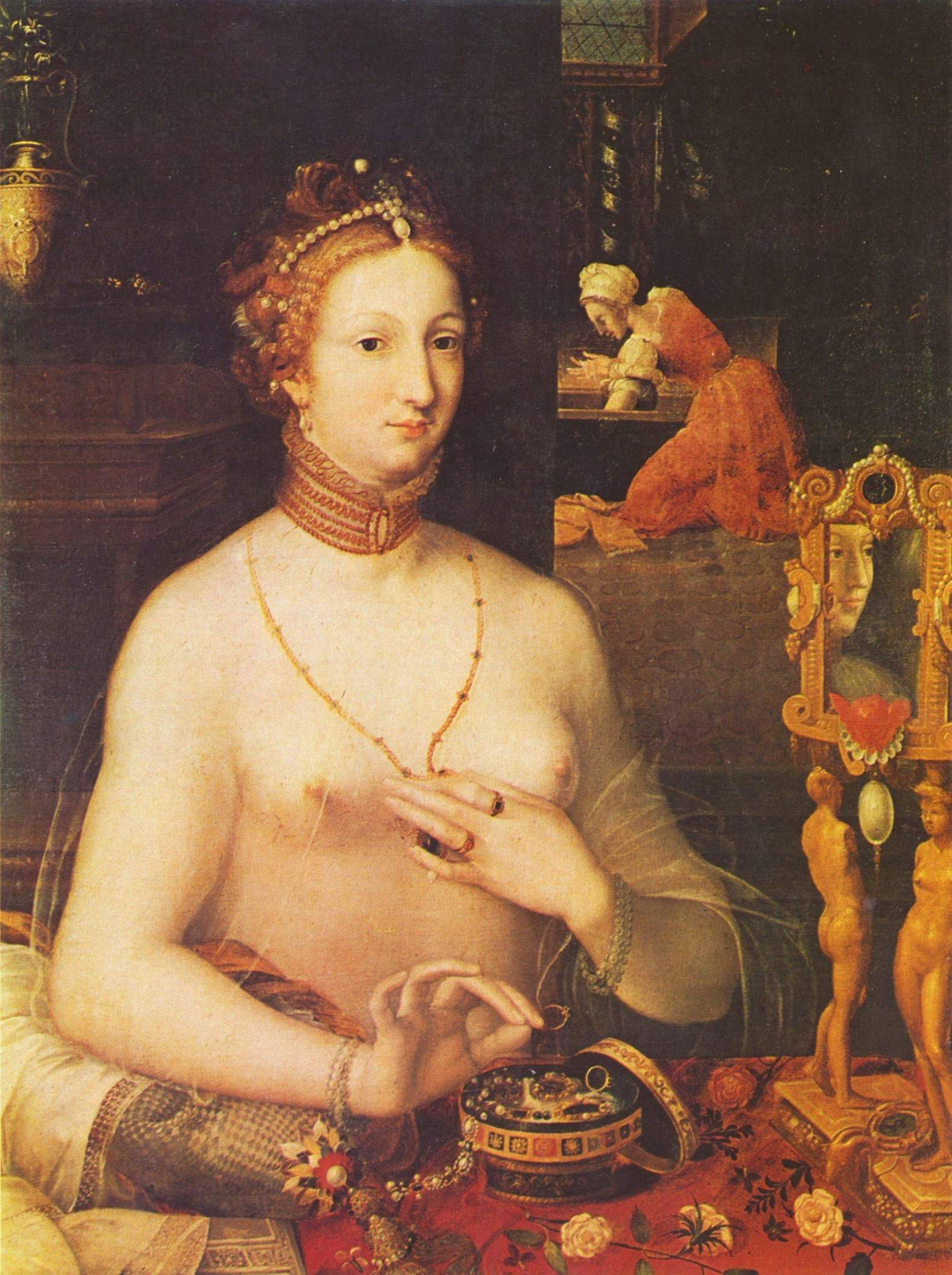
“Doamnă făcându-şi toaleta” – Şcoala de la Fontainebleu (1585 - 1595) (Musée des Beaux-Arts, Dijon)

Operele acestei “prime școli de la Fontainebleu” se remarcă prin folosirea intensă a materialului denumit stuc ( muluri și rame de tablouri) și a tehnicii  frescei dar și prin ingenioasele compoziții  bazate pe iconografii alegorice și mitologice. Motivele decorative ale Renașterii,  grotești,  antrelacuri și putti, sunt frecvente ca și un anume grad de  erotism. Siluetele sunt elegante și dovedesc influența tehnicilor proprii manierismului italian, lui Michelangelo, Rafael și în special  lui Parmigianino. Primaticcio a fost însărcinat de rege cu copierea statuilor romane, ceea ce a făcut ca influența statuarei clasice să devină predominantă. Multe dintre operele lui Rosso, Primaticcio și  dell'Abbate nu s-au păstrat până astăzi; părți din castel au fost refăcute la date diferite. Picturile grupului au fost reproduse cu ajutorul stampelor, a numeroaselor  gravuri, după cum se pare produse inițial chiar la Fontainebleu și abia mai târziu la Paris. Ele au determinat propagarea stilului pe întreg teritoriul Franței și chiar mai departe și au reușit de asemenea să înregistreze imaginea mai multor tablouri care au fost distruse.  
Stilul manierist al școlii de la Fontainebleu i-a înfluențat pe artiștii francezi (colaboratori ai italienilor) printre care se numără pictorul Jean Cousin cel Bătrân, sculptorii Jean Goujon și Germain Pilon și, într-o măsură mai mică, pictorul și portretistul François Clouet, fiul lui Jean Clouet. 
Din 1584 până în 1594, în timpul războaielor religioase dintre catolici și protestanți, castelul a fost abandonat. După suirea pe tron, Henric IV a dispus  renovarea construcțiilor de la Fontainebleu bazându-se pe un grup de artiști: flamandul prin naștere  Ambroise Dubois (din Antwerp) și parizienii Toussaint Dubreuil și Martin Fréminet. Uneori această perioadă este considerată ca „a doua școală de la Fontainebleu”. Operele ei târzii, dintre care multe s-au pierdut, au continuat să folosească formele elongate și șerpuitoare ca și compozițiile încărcate de personaje. Majoritatea subiectelor includ imagini mitologice și scene din textele italianului Torquato Tasso și ale lui Heliodorus din Emesa, un autor grec de romane din Antichitate.  

Stilul Școlii de la Fontainebleu a continuat să-i influențeze pe artiștii primelor decenii ale secolului al XVII-lea, de exemplu pe Claude Vignon cel Bătrân (1593 – 1670) dar  unii contemporani (Peter Paul Rubens, Caravaggio, pictorii școlii naturaliste din Olanda și din Flandra) au eclipsat-o destul de rapid. 